# Augochloropsis callichroa
Augochloropsis callichroa är en biart som först beskrevs av Cockerell 1900.  Augochloropsis callichroa ingår i släktet Augochloropsis och familjen vägbin. Inga underarter finns listade.